# Tivoli-Garden
Tivoli-Garden blev oprettet i 1844 af Georg Carstensen, havens grundlægger, i forbindelse med hans fødselsdag. N.H. Volkersen, Tivolis første Pjerrot, ledede Tivoli-Garden, der lige siden haft både kunsten, traditionerne og underholdningsværdien som nøgleværdier.
Tivoli-Gardens vigtigste opgave er at afholde parader og koncerter i Tivoli. Samtidig repræsenterer Tivoli-Garden ofte Tivoli i udlandet ved mange rejser med garderne

## Afdelinger
Tivoli-Garden har 3 afdelinger med hver deres opgave. Alt i alt er der 100 drenge og piger i Tivoli-Garden i alderen mellem 7 og 16 år pr. 2025.
- Musikkorps (MK) – 52 drenge/piger.
- Tambourkorps (TK) – 17 drenge/piger.
- Fanevagt (FV) – 22 drenge/piger.

- Guldkaret (GK) – Nedlagt, ikke længere en del af Tivoli-Garden.
- Marine Artilleri (MA) – Nedlagt, ikke længere en del af Tivoli-Garden.
- Prinsen og prinsessen (i guldkaret) var tidligere en del af paraderne, men de var ikke en del af selve Tivoli-Garden. Prinsen var som regel en dreng fra tamburkorpsets elevskole.

## Rejser
Nedenfor ses nogle af de seneste rejser hele Tivoli-Garden har været på.
- Bergen – Hele Tivoli-Garden af sted for at fejre Norges nationaldag 17. maj i Norge.
- Geilenkirchen – Hele Tivoli-Garden i Tyskland for at fejre NATO-basen i Geilenkirchens 25-års jubilæum.
- Paris 2023 – Hele Tivoli-Garden i Frankrig for at fejre Disneyland Paris 30-års jubilæum

Listen er ikke komplet.

## Optagelse
Med en årlig optagelse af nye elever tilbyder Tivoli-Garden en unik mulighed for unge med forskellige baggrunde og talenter at udforske deres musikalske potentiale. Siden 2015 har Tivoli-Garden været engageret i at fremme ligestilling ved at optage både piger og drenge på lige vilkår.
For at blive betragtet til optagelsesprøven skal alle ansøgere indsende et ansøgningsskema samt en kort video. Videoen er afgørende for at vurdere ansøgerens grundlæggende musikalitet, rytmeforståelse og koordination. Dette inkluderer evnen til at præsentere og formidle et musikstykke, uanset om det er instrumentalt eller en sang.
Tivoli-Garden byder elever velkommen fra så tidligt som 7 års alderen, og aldersgrænsen for optagelse er 16 år. Mens det ikke er påkrævet at kunne spille et instrument ved optagelsesprøven, vil ansøgere fra 9 års alderen ofte have grundlæggende musikalske færdigheder eller kunne spille et blæseinstrument eller slaginstrument.
Optagelse i Tivoli-Gardens Fanevagt kræver ikke nødvendigvis musikalske færdigheder, hvilket giver mulighed for en bredere vifte af talentfulde unge at deltage i denne traditionsrige institution.

## Tivoli-Gardens optrædener
Tivoli-Garden optræder i sommersæsonerne:
- Lørdag klokken 14:30 og 16:30
- Søndag klokken 14:30 og 16:30
- Tivoli-Gardens musikkorps spiller ofte koncert på plænen.

Tivoli-Garden spiller også i julesæsonen.

## Tivoli-Gardens Officerer og Rang

### Fanevagten
- Lucas Juel Facius - Kaptajn, Øverstkommanderende (KN)
- Emil Pape Rasmussen - Premierløjtnant, Næstkommanderende (NK)
- Luca Vito Hesager De Mitri - Faneløjtnant (FL)
- Benjamin Anker Rasmussen- Fanebærer (FB)

### Musikkorpset
- Gregers Thue Bast Nilsson - Dirigent (DT)
- Hugo Sofus Overvold Nielsen - Koncertmester (KM)

### Tambourkorpset
- Marius Fink-Jensen - Stabstambour (STTAMB)

## Tivoli-Gardens Tidligere Officerer og Rang

### Fanevagten (2013 - 2025)
Kaptajn (KN)
- Jonathan Victor Hurup Bevensee - Kaptajn, Øverstkommanderende (KN) | 2013.
- Alexander Nicolai Sandholt - Kaptajn, Øverstkommanderende (KN) | 2014.
- Christian Stripp Andersen - Kaptajn, Øverstkommanderende (KN) | 2015.
- Christian Behrendorff Madsen - Kaptajn, Øverstkommanderende (KN) | 2016.
- Hans Georg Stage Christensen - Kaptajn, Øverstkommanderende (KN) | 2017.
- Kent B.S. Mogensen - Kaptajn, Øverstkommanderende (KN) | 2018.
- Laurits F.B. Kaysen - Kaptajn, Øverstkommanderende (KN) | 2019.
- Christine Holm - Kaptajn, Øverstkommanderende (KN) | 2020.
- Mathias Baltzer - Premierløjtnant, Næstkommanderende (NK) | 2021.
- Arwen Jensen - Kaptajn, Øverstkommanderende (KN) I 2024.
- Lucas Juel Facius - Kaptajn, Øverstkommanderende (KN) I 2025

Premierløjtnant (NK)
- Christian Pii - Premierløjtnant, Næstkommanderende (NK) | 2013.
- Jonathan Nymann - Premierløjtnant, Næstkommanderende (NK) | 2013.
- Christian Behrendorff Madsen - Premierløjtnant, Næstkommanderende (NK) | 2014.
- Christian Behrendorff Madsen - Premierløjtnant, Næstkommanderende (NK) | 2015.
- Patrick Axel Wulffeld - Premierløjtnant, Næstkommanderende (NK) | 2016.
- Adam Zachariassen Rylander - Premierløjtnant, Næstkommanderende (NK) | 2017.
- Benjamin Zacchi Baruch - Premierløjtnant, Næstkommanderende (NK) | 2018.
- Karl Koudahl Bramsen - Premierløjtnant, Næstkommanderende (NK) | 2019.
- Simon Garval - Premierløjtnant, Næstkommanderende (NK) | 2020.
- Mathias Baltzer - Premierløjtnant, Næstkommanderende (NK) |
- Villads Bermark - Premierløjtnant, Næstkommanderende (NK) I 2024.
- Emil Pape Rasmussen - Premierløjtnant, Næstkommanderende (NK) I 2025

Faneløjtnant (FL)
- Alexander Nicolai Sandholt - Faneløjtnant (FL) | 2013.
- Christian Stripp Andersen - Faneløjtnant (FL) | 2014.
- Jonas Guldhammer Knudsen - Faneløjtnant (FL) | 2015.
- Adam Zachariassen Rylander - Faneløjtnant (FL) | 2016.
- Albert Corinth - Faneløjtnant (FL) | 2017.
- Laurits F.B. Kaysen - Faneløjtnant (FL) | 2018.
- Christine Holm - Faneløjtnant (FL) | 2019.
- Caroline Lanvig Nilsson - Faneløjtnant (FL) | 2020.
- Lucas Juel Facius - Faneløjtnant (FL) I 2024.
- Villads Stoltt Hillstrøm - Faneløjtnant (FL) I 2025

Fanebærer (FB)
- Christian Behrendorff Madsen - Fanebærer (FB) | 2013.
- Francisco Marcelino Gauguin - Fanebærer (FB) | 2013.
- Mikkel Hedegreen - Fanebærer (FB) | 2014.
- Patrick Axel Wulffeld - Fanebærer (FB) | 2015.
- Hans Georg Stage Christensen - Fanebærer (FB) | 2016.
- Kent B.S. Mogensen - Fanebærer (FB) | 2017.
- Karl Koudahl Bramsen - Fanebærer (FB) | 2018.
- Daniel Friis - Fanebærer (FB) | 2019.
- Mark Eskildsen - Fanebærer (FB) | 2020.
- Villads Sørensen - Fanebærer (FB)
- Vilhelm Elias Frederiksen - Fanebærer (FB) I 2024.
- Luca Vito Hesager De Mitri - Fanebærer (FB) I 2025

### Musikkorpset (2013 - 2025)
Dirigent (DT)
- Mads Christian Jensen - Dirigent (DT) | 2013
- Clemens Balk-Møller - Dirigent (DT) | 2014.
- Niels Bjørn Salmonsen - Dirigent (DT) | 2016.
- Christian Steen Andersen - Dirigent (DT) | 2017.
- Gustav Søe Hansen - Dirigent (DT) | 2018.
- Valdemar Skibsted Tönshoff - Dirigent (DT) | 2019.
- Noah Z. Værum - Dirigent (DT) | 2020.
- Oskar Emil Schick Bjørn-Larsen - Dirigent (DT) I 2021.
- Noah Z. Værum - Dirigent (DT) I 2022.
- Hans Steengaard Christensen - Dirigent (DT) I 2023.
- Laurits Herring Rasmussen - Dirigent (DT) I 2024.
- Gregers Thue Bast Nilsson - Dirigent (DT) I 2025

Koncertmester (KM)
- Valdemar Skibsted Tönshoff - Koncertmester (KM) | 2017.
- Valdemar Skibsted Tönshoff - Koncertmester (KM) | 2018.
- Noah Z. Værum - Koncertmester (KM) | 2019.
- Stine Spühler Riber - Koncertmester (KM) | 2020.
- Stine Spühler Riber - Koncertmester (KM)
- Hugo Sofus Overvold Nielsen - Koncertmester (KM) I 2025

### Tambourkorpset (2013 - 2025)
Stabstambour (STTAMB)
- Mikkel Berrig - Stabstambour (STTAMB)| 2013.
- Peter Berrig - Stabstambour (STTAMB) | 2014.
- Rasmus Ohrt - Stabstambour (STTAMB) | 2015.
- Ditlev Moeskjær Wamberg - Stabstambour (STTAMB) | 2016.
- Joakim B. Holberg Hansen - Stabstambour (STTAMB) | 2017.
- Hans Georg Stage Christensen - Stabstambour (STTAMB) | 2018.
- Birk Buur Pagsberg - Stabstambour (STTAMB) | 2019.
- Markus Mathiesen - Stabstambour (STTAMB) | 2020.
- Noah Z. Værum - Stabstambour (STTAMB) I 2021.
- Alma Skibsted Tönshoff - Stabstambour (STTAMB) I 2022.
- Kai Kyomoto Oster - Stabstambour (STTAMB) I 2023.
- Marius Fink Jensen - Stabstambour (STTAMB) I 2024
- Marius Fink Jensen - Stabstambour (STTAMB) I 2025

## Gruk om garden
Jeg tror, monarkiet og Tivoligarden
vil holde sig friske i årmilliarden.
Men jeg venter, at klæderne, maden og husene
vil ændre sig noget til Fredrik den Tusinde. (Gruk af Piet Hein)